# واترلو (مقاطعة جيفرسون)
واترلو، مقاطعة جيفرسون (بالإنجليزية: Waterloo, Jefferson County, Wisconsin)‏ هي بلدة تقع بولاية ويسكونسن في الولايات المتحدة. تبلغ مساحتها 83.7 (كم²)، وترتفع عن سطح البحر 248 م، بلغ عدد سكانها 909 نسمة في عام 2010 حسب إحصاء مكتب تعداد الولايات المتحدة .

## وصلات خارجية
- The US50 - Cities and Towns in Wisconsin State
- Wisconsin Cities and Towns, Facts, Map, Flag, Colleges, Government, and More